# NGC 5330
NGC 5330 is een elliptisch sterrenstelsel in het sterrenbeeld Waterslang. Het hemelobject werd op 25 maart 1887 ontdekt door de Amerikaanse astronoom Lewis A. Swift.

## Synoniemen
- ESO 445-68
- MCG -5-33-28A
- PGC 49316